# 曾汝檀
曾汝檀（1496年—？年），字惟馨，號廊齋，福建漳州府漳平縣人，明朝政治人物。

## 生平
嘉靖四年（1525年）乙酉應天府鄉試九十五名，嘉靖十一年（1532年）壬辰科会试九十五名，第三甲第一百一十五名進士。吏部觀政，授都察院都事，陞南京戶部員外郎，升禮部郎中，外官撫州府知府，調南寧府知府，終養，復補安慶府知府，陞鹽運使。

## 家族
曾祖曾處安，祖曾瀾，父曾元清，母陳氏